# Польське метеоритне товариство
Польське метеоритне товариство (пол. Polskie Towarzystwo Meteorytowe, PTMet) — асоціація, заснована в квітні 2002 року з метою популяризації астрономічних знань та об'єднання спільнот колекціонерів, любителів і дослідників метеоритів. Товариство організовує регулярні Метеоритні конференції та пікніки, співпрацює з колекціонерами в організації виставок метеоритів, бере участь у редагуванні щоквартального журналу «Метеорит», а також видає щорічний науковий журнал «Acta Societatis Metheoriticae Polonorum».
Польське метеоритне товариство також організовує симпозіуми та наукові конференції, виставки метеоритів і супутні лекції, пов'язані з метеоритами, засновує стипендії та нагороди для молодих шукачів і дослідників метеоритів.